# 지금 평양에선
《지금 평양에선》은 1980년대에 한국방송에서 방영된 텔레비전 드라마이다. 1982년 11월 30일 1회가 방송되었고, 1985년 5월 14일 종영되기까지 총 199회 방송되었다.
세미 다큐멘터리 형식으로, 조선민주주의인민공화국 《로동신문》의 기사를 토대로 이야기를 구성하였으며, 그 사실성을 인정받아 46%의 시청률을 기록하기도 했다.

## 등장인물
- 김병기 - 김정일 역
- 김성겸 - 김영주 역
- 김천만 - 김평일 역
- 조옥희 - 정운 역
- 이치우 - 오진우 역
- 이춘식 - 오백룡 역
- 김흥기 - 김영남 역
- 최정훈 - 김환 역
- 문오장 - 김철만 역
- 강민호 - 김용현 역
- 김순철 - 최현 역
- 이일웅 - 김일 역
- 한정국 - 이선념 역
- 백일섭 - 양형섭 역
- 주현 - 김정호 역
- 사미자 - 김성애 역
- 정영숙 - 성혜림 역
- 허진 - 김경희 역
- 김성녀 - 최은희 역
- 이순재 - 김만금 역
- 반효정 - 김정숙 역
- 박주아 - 김백연 역
- 강효실 - 김송죽 역
- 홍영자 - 제갈씨 역
- 신종섭 - 김성갑 역
- 이신재 - 정준기 역
- 장학수 - 김기남 역
- 김해권 - 리영수 역
- 장항선 - 김원홍 역
- 남일우 - 서윤석 역
- 이정웅 - 최광 역
- 이대로 - 장성택 역
- 박인환 - 박성철 역
- 김진태 - 려춘석 역
- 반문섭 - 김국태 역
- 황민 - 오극렬 역
- 임병기 - 리영길 역
- 강태기 - 박재경 역
- 김을동 - 허정숙 역
- 김진해 - 방학세 역
- 송종원
- 송회남
- 김순구
- 안광진
- 최우백
- 최재성
- 윤성국
- 한현배
- 손영춘
- 전영미